# Stilpnophyllum oellgaardii
Stilpnophyllum oellgaardii är en måreväxtart som beskrevs av Bengt Lennart Andersson. Stilpnophyllum oellgaardii ingår i släktet Stilpnophyllum och familjen måreväxter. Inga underarter finns listade i Catalogue of Life.